# Adriano
Públio Élio Adriano (em latim: Publius Aelius Hadrianus; 24 de janeiro de 76 — 10 de julho de 138), também designado como Hadriano, foi imperador romano de 117 a 138. Pertence à dinastia dos Antoninos, sendo considerado um dos "cinco bons imperadores".
Nasceu provavelmente em Itálica, na Hispânia. Seu pai pertencia à Ordem Senatorial e era primo do imperador Trajano. Quando este faleceu, a imperatriz-viúva, Pompeia Plotina, alegou que em seu leito de morte seu marido havia adotado Adriano e o nomeado sucessor. É incerto se isso realmente ocorreu, mas o Senado e o Exército aprovaram a escolha. Porém, pouco depois quatro importantes senadores que haviam se oposto foram acusados de conspiração pelo prefeito pretoriano Públio Acílio Aciano e condenados à morte ilegalmente. O Senado o responsabilizou pelo crime e nunca o perdoou. Fez outros opositores ao abandonar a política expansionista de seu antecessor e alguns territórios recentemente conquistados, como a Assíria, a Mesopotâmia, a Armênia e partes da Dácia, preferindo investir na consolidação das fronteiras e na unificação dos diversos povos que viviam no Império. 
Foi um imperador viajante, visitando quase todas as províncias e passando muito tempo longe de Roma. Encorajou a disciplina e a prontidão no Exército e promoveu, projetou ou financiou pessoalmente várias instituições e edifícios civis e religiosos. Em Roma reconstruiu o Panteão e construiu o grande Templo de Vênus e Roma. Era um amante da cultura grega e procurou fazer de Atenas a capital cultural do Império, ordenando a construção de vários templos suntuosos na cidade. Suprimiu a Revolta de Barcoquebas na Judeia, que entendeu como o sinal do fracasso de seus planos de estabelecer um ideal pan-helênico, mas fora este evento, seu reinado foi em geral pacífico. Em seus últimos anos foi aflito por doenças. 
Manteve um intenso relacionamento com o efebo grego Antínoo e após sua morte precoce estabeleceu um culto para ele que teve larga difusão. Seu casamento com Vibia Sabina, sobrinha-neta de Trajano, foi infeliz e não produziu filhos. Em 138 adotou Antonino Pio e o nomeou sucessor. Faleceu no mesmo ano em Baías. Foi divinizado por Antonino, a despeito da oposição do Senado, que sempre o considerou distante e autoritário. 
Adriano tem suscitado posições divididas entre a crítica, descrito como enigmático e contraditório, capaz tanto de atos de grande generosidade como de extrema crueldade, dominado por uma curiosidade insaciável, pelo orgulho e pela ambição. O renascimento do interesse contemporâneo pela sua figura deve muito ao romance Memórias de Adriano, de Marguerite Yourcenar, publicado em 1951.

## Início de vida
Durante muito tempo se considerou para Adriano um nascimento em Roma, a partir de uma menção na História Augusta, que antigamente tinha muito prestígio, mas hoje se sabe que esta fonte é repleta de erros e se tornou pouco confiável. Mais de dez autores romanos e proto-medievais, e inclusive seu horóscopo, calculado pouco depois de sua morte, colocam-no como natural de Itálica, próximo à atual Santiponce, na Hispânia (Espanha). Ao nascer foi-lhe dado o nome de Públio Élio Trajano Adriano. Era filho de Públio Élio Adriano Afer, um senador romano primo do futuro imperador Trajano. Sua família provinha de Piceno, e havia se estabelecido em Itálica pouco depois da sua fundação por Cipião Africano. Sua mãe foi Domícia Paulina, de uma ilustre família senatorial romana radicada em Gades (Cádiz). Teve uma irmã, Domícia Paulina, a Jovem.

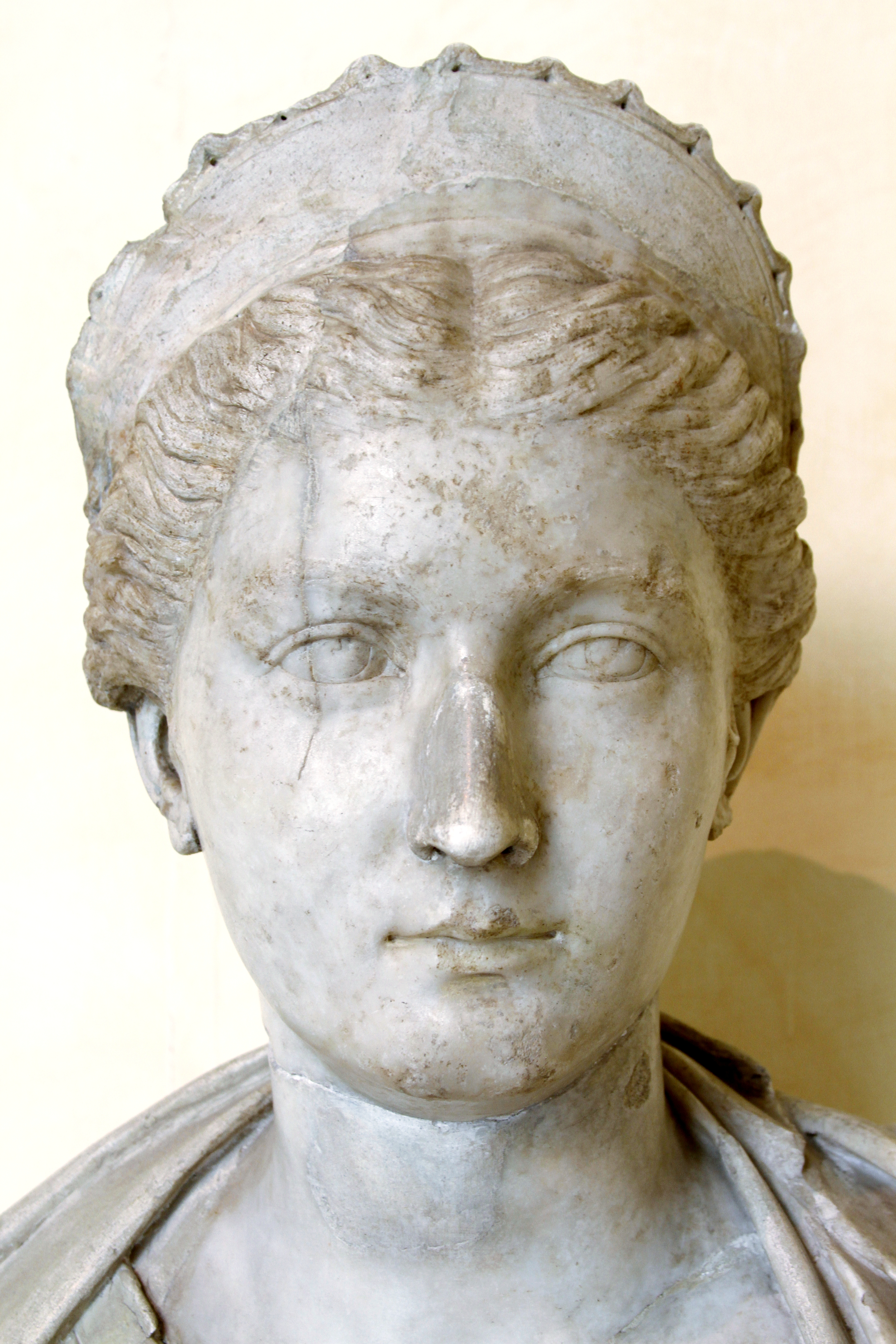
Retrato de Víbia Sabina

Seus pais faleceram quando tinha dez anos de idade, sendo confiado à guarda de Trajano e de Públio Acílio Aciano. É incerto onde passou sua adolescência e como teve contato com a cultura grega, da qual seria um grande admirador. Foi cogitado que teria sido enviado a Roma quando tinha treze anos, quando Trajano teve de deixar a Hispânia e dirigir-se à Germânia, e em Roma teria sido educado por algum mestre helenista, e também se considerou que teria vivido alguns anos na Grécia, mas isso é difícil de conciliar com os registros de sua presença em Itálica no ano 90 e do seu primeiro discurso diante do Senado, no ano de 101, quando já tinha 25 anos, quando era candidato a questor. Na ocasião, seu forte sotaque provinciano provocou o riso dos senadores, indicando que teria passado a maior parte de sua vida anterior longe de Roma.
Com efeito, em torno de 95 começara sua carreira pública como tribuno militar, servindo junto à Legião II Adjutrix na Mésia Superior, no ano seguinte foi transferido para a Mésia Inferior, e em fins de 97 foi enviado à Gália para apresentar congratulações a Trajano, que havia sido adotado pelo imperador Nerva e indicado seu sucessor, subindo ao trono em 98. Adriano ingressou no círculo de Trajano e ganhou o favor do influente Lúcio Licínio Sura, bem como de Plotina, esposa de Trajano. Provavelmente por intervenção de Plotina Adriano casou-se em 100 com Víbia Sabina, sobrinha-neta de Trajano. Em 101 obteve o questorado, sendo encarregado de servir como ligação entre o imperador e o Senado, e em 102 acompanhou o imperador na campanha da Dácia. Em 105 foi dispensado para assumir o posto de tribuno da plebe, e em 106 provavelmente era pretor. No ano seguinte, por alguns meses serviu como legado junto à Legião I Minervia e depois como governador da Panônia. Em 108 foi eleito cônsul sufecto (substituto).
Nos anos seguintes sua carreira romana estagnou, ao que parece pela ascensão de opositores do partido de Plotina e Sura. É registrado em 112 como cidadão de Atenas, ocupando a função de arconte, quando foi homenageado com uma estátua, e possivelmente passou este período de obscuridade estudando a cultura grega. Na época das guerras contra os partas, foi nomeado legado de Trajano, e quando o governador da Síria teve de atender a um chamado na Dácia, Adriano foi apontado como substituto, passando a comandar o Exército do Oriente.

## Subida ao poder

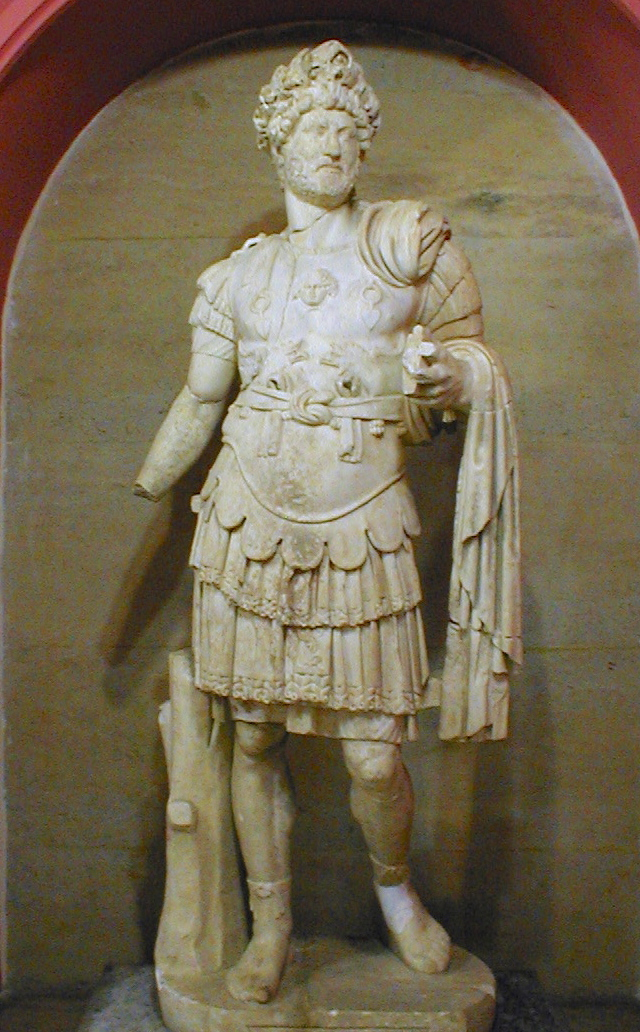
Adriano com a coroa cívica

As relações de Adriano com Trajano não parecem ter sido simples, e podem ter sido algo tensas. Questiona-se, por exemplo, o motivo de Trajano não ter demonstrado um apoio mais efetivo à carreira de Adriano, e por quê não o elevou ao patriciado, o que lhe teria aberto muitas possibilidades de progresso. Sua ligação com Plotina e Sura, e suas tentativas de aproximação aos favoritos de Trajano, podem, num contexto de permanentes disputas por influência, colocado Adriano um pouco sob suspeita.
A maneira como veio a herdar o trono é também controversa. Quando Trajano morreu, em 9 de agosto de 117, Plotina alegou que o marido havia adotado Adriano e nomeado seu sucessor. O documento de adoção que foi apresentado, contudo, era assinado por Plotina e datado um dia depois da morte de Trajano. Correram na época muitos rumores de que tudo não passava de uma trama armada pela imperatriz-viúva. Uma vez que sua ligação com o protegido era notória, Plotina e sua família seriam beneficiadas com Adriano no poder.
Seja como for, Adriano, que estava na Síria, foi aclamado pelo Exército e aprovado pelo Senado. O novo imperador não rumou imediatamente para Roma. Passou algum tempo no Oriente assegurando sua posição, retirou suas forças da Assíria e da Mesopotâmia, recentemente conquistadas, reprimiu revoltosos na Judeia, e depois dirigiu-se à fronteira do Danúbio. Enquanto Adriano não chegava, os assuntos em Roma ficaram sob a responsabilidade do prefeito pretoriano Públio Acílio Aciano, que acusou de conspiração quatro importantes senadores — Lúsio Quieto, Aulo Frontoniano, Lúcio Celso e Caio Nigrino —, condenando-os à morte sem um julgamento público e sem a permissão do Senado. Esses senadores provavelmente foram vistos como ameaças à consolidação do seu poder, mas as verdadeiras razões para as execuções são desconhecidas. Adriano alegou que a iniciativa da condenação havia partido de Aciano e confirmou vários privilégios do Senado, tentando minimizar o escândalo e o ultraje dos outros senadores, mas com pouco efeito. Doravante suas relações com o Senado ficariam para sempre comprometidas. Quando Adriano chegou a Roma, no verão de 118, sua posição estava razoavelmente segura. Aciano recebeu honrarias, mas foi aposentado pouco depois. Adriano também atuou para garantir o apoio do povo, organizando jogos de gladiadores, dispensando benesses e perdoando dívidas.

## Reinado
Adriano passaria mais de metade do tempo de seu reinado em viagens pelas províncias. Salvo quando saíam em campanhas militares, os imperadores anteriores preferiam obter notícias das províncias a partir de relatórios dos seus delegados, permanecendo em Roma. A atitude de Adriano pode ter sido um movimento deliberado de romper com essa tradição, que produzia uma hegemonia cultural romana sobre todo o Império, e fazia parte de seu desejo de criar uma comunidade internacionalista, ecumênica, fundamentada sobre a cultura helenista. Tertuliano disse que ele tinha uma curiosidade insaciável sobre tudo o que pudesse ser interessante, impulsionado por um espírito inquieto e um intelecto aguçado. Ele apoiou a criação de municípios semi-independentes governados por costumes locais, em vez de impor o modelo romano de civilização e justiça. Essas inovações não foram muito bem vistas em Roma e desencadearam a resistência dos tradicionalistas.

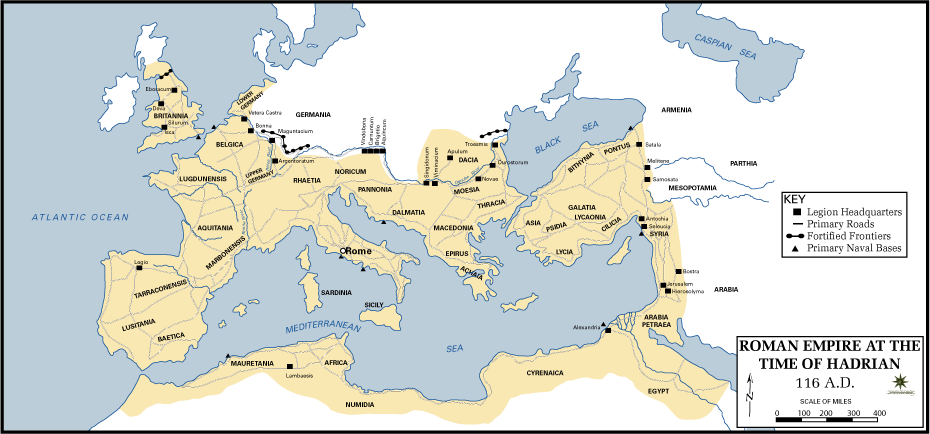
O Império Romano sob Adriano

Talvez por entender que o império esgotara sua capacidade de expansão, Adriano abandonou a política de conquistas de Trajano, adotando outra nitidamente defensiva, optando pela via diplomática para resolver questões com povos vizinhos. Na prática, isso significou renunciar às conquistas recentes de Trajano na Mesopotâmia, que a esta altura pouco mais eram do que nominais. Adriano também retificou os limites de uma antiga conquista de Trajano, a Dácia (atual Roménia), cedendo aos sármatas a planície do Baixo Danúbio e concentrando a ocupação romana na região da Transilvânia, protegida pela barreira natural dos Cárpatos. Segundo Dião Cássio, Adriano teria também ordenado a demolição da ponte sobre o Danúbio construída por Trajano, de forma a evitar uma invasão das províncias danubianas a partir da Dácia. Com o intuito de proteger as demais fronteiras romanas contra os bárbaros, construiu grande número de fortificações contínuas na Germânia e na Inglaterra. Adriano implementou uma profunda reforma na administração, transformando o conselho do príncipe num órgão de governo, e procurou unificar a legislação (Édito Perpétuo, 131).

### Primeira viagem

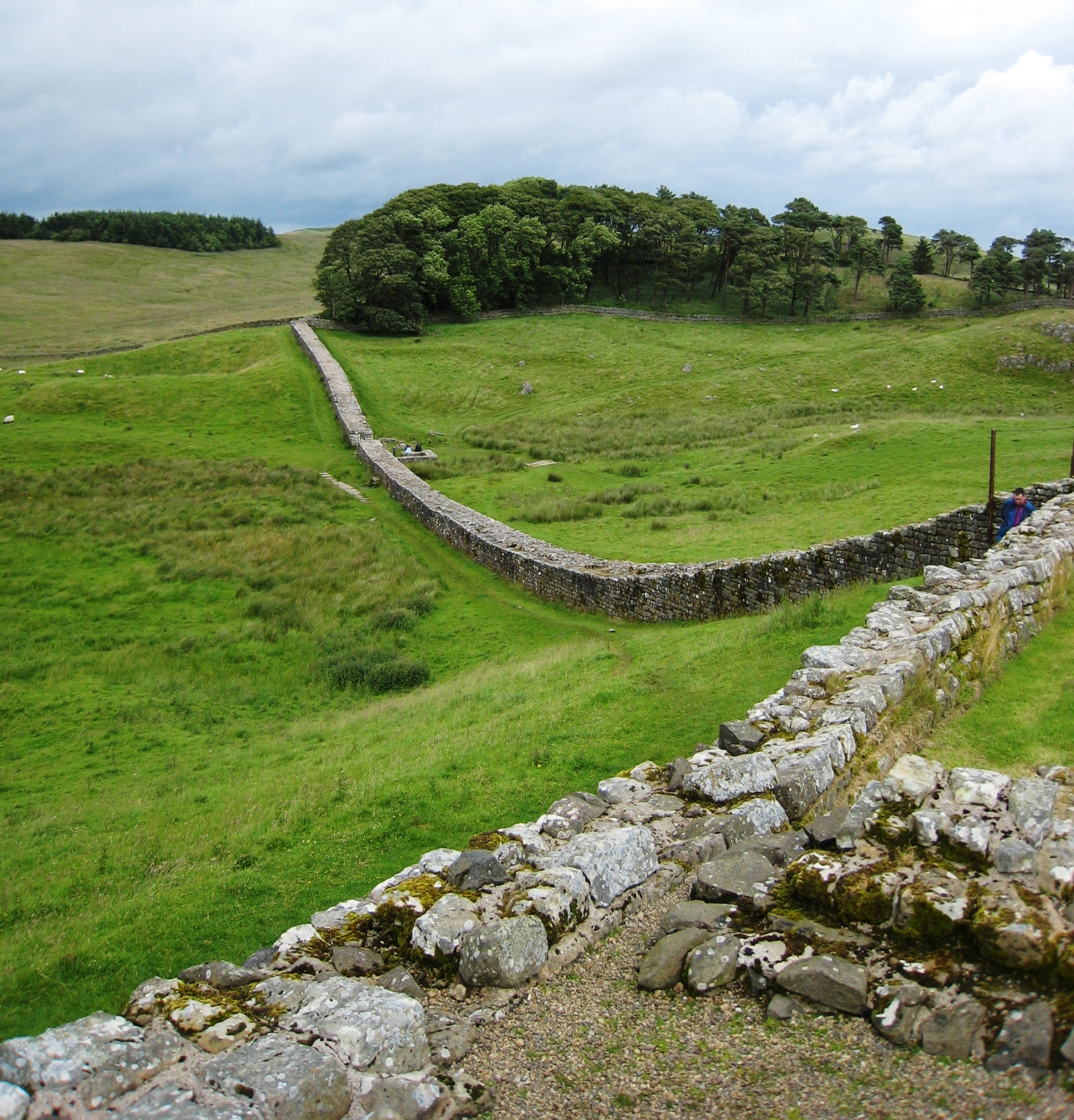
Trecho da Muralha de Adriano, no atual Reino Unido

Sua primeira viagem iniciou em 121, visitando a Gália, a Germânia e a Britânia, uma província agitada por rebeliões, onde iniciou a construção da Muralha de Adriano, destinada a conter as invasões e migrações de bárbaros. Em 122 foi à Hispânia, passando o inverno em Tarraco, onde supervisionou a restauração do Templo de Augusto. Em 123 estava na Mauritânia, suprimindo uma pequena rebelião. Sua estada foi interrompida por notícias de uma revolta na Pártia, para onde rumou, conseguindo estabelecer acordos com os partas. Visitou Cirene e ali promoveu a educação militar de jovens de boas famílias. Providenciou a reconstrução de Nicomédia, destruída por um terremoto, sendo aclamado como um salvador. Em Cízico ordenou o término do Templo de Zeus, que foi adornado com uma estátua colossal do imperador. Cízico, Pérgamo, Esmirna, Éfeso e Sardes se tornaram centros do culto imperial. No outono de 124 chegou à Grécia e foi iniciado nos Mistérios de Elêusis. Revisou a constituição de Atenas e criou uma nova tribo, que recebeu seu nome. Concedeu subsídios para a produção de grãos, criou fundações para o patrocínio dos jogos, festivais e competições públicos, e incentivou a criação de serviços públicos permanentes, como fontes e aquedutos. Em Epidauro construiu um templo, onde foi instalada uma estátua sua em nudez heroica, restaurou o Templo de Posídon Hípio em Mantineia, os santuários de Abas e Mégara e o Hereu de Argos. Persuadiu duas importantes lideranças gregas, Herodes Ático de Atenas e Euricles Herculano de Esparta, a entrarem no Senado, sendo os primeiros senadores gregos de Roma. Em 125 presidiu o festival das Dionísias em Atenas, onde providenciou a finalização do grande Templo de Zeus Olímpico e a construção de um aqueduto. Antes de voltar a Roma passou pela Sicília, onde moedas o descrevem como o restaurador da ilha.

### Segunda viagem

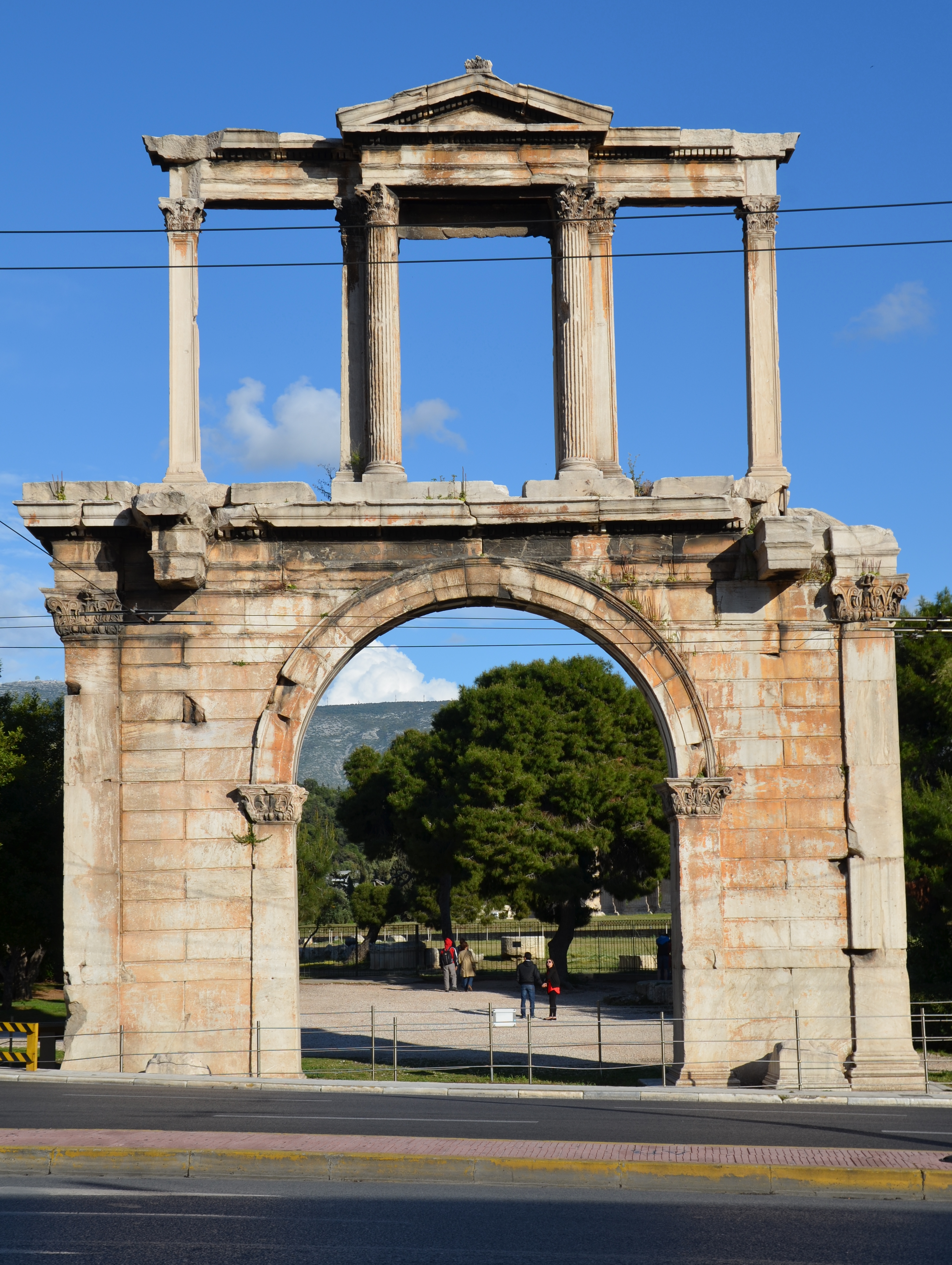
O Arco de Adriano em Atenas

Em Roma supervisionou a reconstrução do Panteão e terminou sua villa de repouso em Tivoli. Em março de 127 iniciou um périplo pela Itália. Restaurou o santuário de Cupra Marítima, mandou drenar o Lago Fucino, e dividiu o território italiano em quatro províncias governadas por legados imperiais, mas a medida não foi muito bem aceita por ser considerada uma desprestigiosa equiparação dos italianos às outras províncias. Em 128 já estava na África, inspecionando as tropas. Voltou à Itália apenas para partir em seguida em direção a Atenas, onde participou novamente das celebrações dos Mistérios. Iniciou os preparativos para a formação de uma liga grega, o Pan-Helênio, passou por Éfeso e rumou para o Egito. Ali restaurou a tumba de Pompeu em Pelúsio, oferecendo-lhe sacrifícios como herói e compondo um epigrama comemorativo. Caçou leões no deserto da Líbia e em sua excursão pelo Nilo perdeu seu amante Antínoo, afogado nas águas do rio, evento que causou-lhe grande dor. Como parte do extenso processo de celebração da memória do jovem, que incluiria sua divinização, fundou uma cidade em sua honra, Antinoópolis, em 130. Pode ter voltado à Itália por um curto período, mas logo estava em Atenas para levar adiante a organização do Pan-Helênio. O projeto não parece ter atraído o interesse das principais cidades gregas da Ásia Menor, e tampouco parece ter tido um caráter definidamente político, devendo sendo antes uma congregação cultural. Ficou em Atenas até meados de 132, a tempo de inaugurar o Templo de Zeus Olímpico, e depois voltou a Roma.

### Terceira viagem

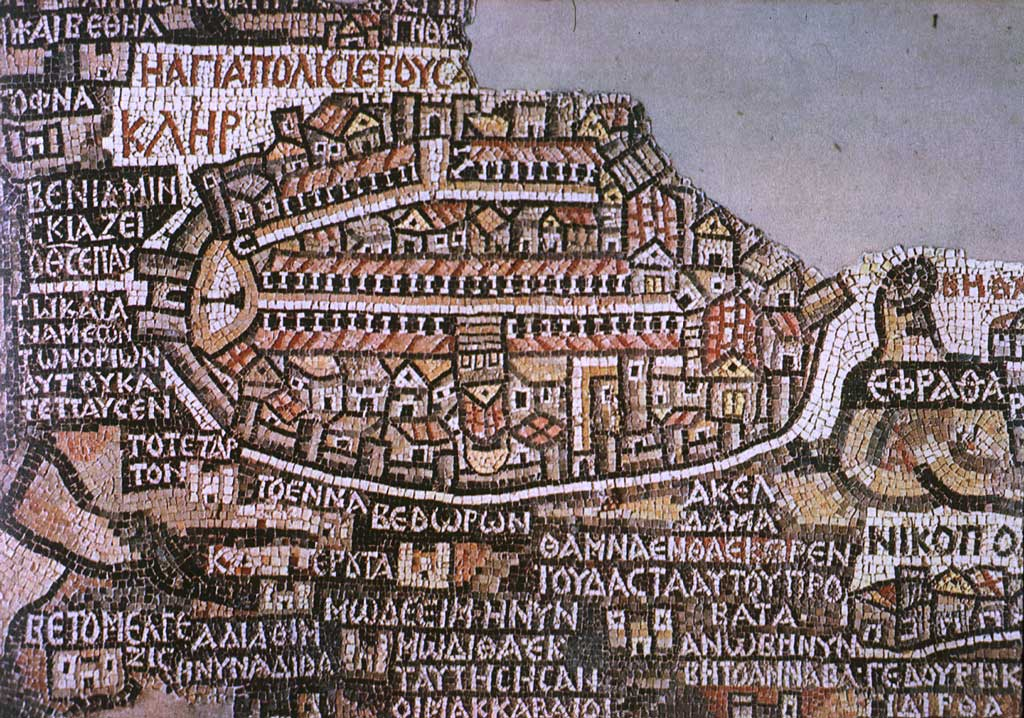
Planta da cidade Élia Capitolina em mosaico do século VI

Em 134 partiu para a Judeia, onde estourara a Revolta de Barcoquebas. As origens do confronto são obscuras. A região vivia em um estado de tensão há décadas, resultado da maciça presença romana e da sua interferência nos costumes, administração e religião locais. A maior resistência à aculturação helenizante proposta por Adriano vinha dos judeus. As causas imediatas parecem estar ligadas ao projeto de construção de uma cidade romana, Élia Capitolina, sobre as ruínas de Jerusalém, que havia sido arrasada no assédio de 70, e de um templo para Júpiter no Monte do Templo. A revolta assumiu graves proporções e exigiu a convocação do general Sexto Júlio Severo, que estava na Britânia e reuniu diversas tropas dispersas para atender ao chamado. A revolta estava controlada em 135. Roma perdeu toda uma legião, cerca de 4 mil soldados, mas as baixas entre os judeus foram vastas. Segundo Dião Cássio, cerca de 580 mil pessoas morreram, 50 fortalezas foram abatidas e 985 vilas foram arrasadas. Muitos judeus foram escravizados, e outras medidas punitivas foram tomadas.
Adriano apagou o nome da província do mapa romano, rebatizando-a de Síria Palestina, e implementou o plano de construção de Élia Capitolina. No lugar do antigo templo judaico ergueu-se a estátua de Júpiter e junto ao Gólgota (onde, segundo a tradição bíblica, teria sido crucificado Jesus) ergueu-se um templo à deusa grega Afrodite. O conflito acarretou a perda total da independência regional. Por isso, no Talmude, essa revolta ficou sendo chamada "a guerra do extermínio". De fato, por mais que a diáspora judaica tivesse-se iniciado séculos antes de Adriano, e que as narrativas sobre a guerra judaica tenham-se cedo revestido de características legendárias, é certo que a guerra eliminou definitivamente qualquer possibilidade de renascimento de um judaísmo centrado no Templo de Jerusalém e na sua casta sacerdotal, dando origem, assim, ao judaísmo como uma expressão puramente religiosa e cultural, e não mais política, situação esta que se perpetuaria até o surgimento do sionismo no século XIX.

### Sabina e Antínoo

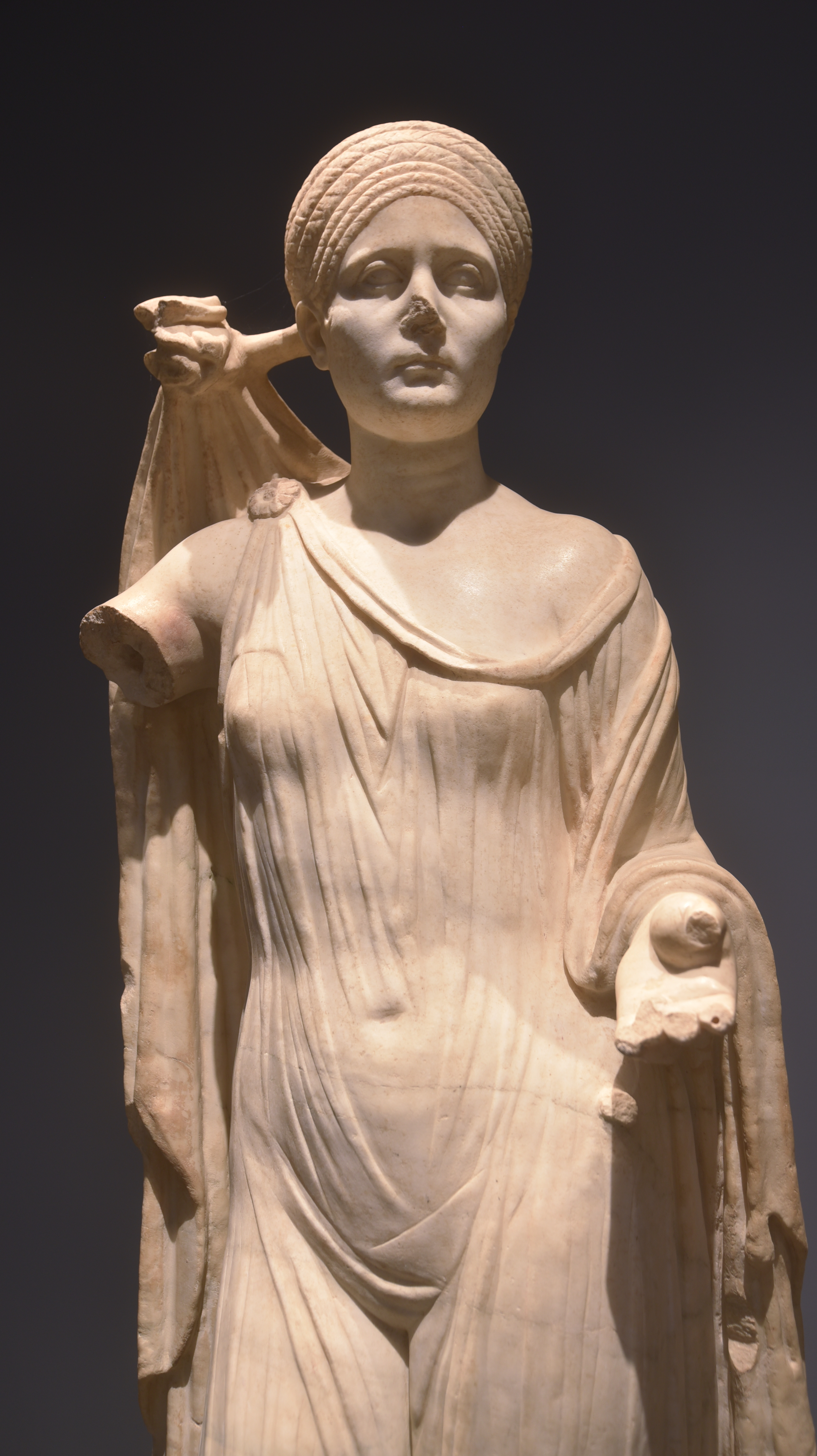
Estátua de Víbia Sabina, esposa de Adriano, representada como a deusa romana Vênus

Adriano casou-se com Víbia Sabina provavelmente mais por interesse político do que por vontade própria. Diz a História Augusta que ela manteve um relacionamento com Suetônio, secretário do imperador, que teria sido demitido por isso. Também é referido que ela tinha um temperamento difícil e mau humor, e após sua morte, ocorrida em torno de 136, teriam corrido rumores de que teria sido envenenada pelo marido, mas a História Augusta é uma fonte pouco confiável. De fato, pouco se sabe sobre ela. O que é certo é que recebeu o prestigioso título de augusta em 128, sua efígie apareceu em moedas, estátuas lhe foram dedicadas e, de acordo com o costume, foi deificada pouco depois de falecer. O casamento parece ter sido infeliz e não produziu descendência.
Parece certo que Adriano nunca teve qualquer interesse sexual por mulheres, mas há muitas evidências de sua atração por homens e jovens. Antínoo, natural da Bitínia, foi apresentado ao imperador provavelmente em 123, quando ainda era um menino de cerca de 13 anos. Foi enviado a Roma para ser educado, e em torno de 128 havia se tornado seu favorito. O relacionamento entre homens maduros e adolescentes foi comum e socialmente aceito na Grécia, tendo mesmo um caráter pedagógico e iniciador, e embora em Roma o costume fosse mais restrito, a bissexualidade era rotineira nos altos escalões. Antínoo parece ter sido um jovem inteligente, e não há evidências de que tenha aproveitado sua intimidade com o imperador para obter vantagens pessoais ou políticas. O relacionamento, pelo menos da parte de Adriano, sem dúvida era apaixonado, mas foi efêmero. Em outubro de 130, Antínoo morreu afogado durante uma excursão pelo rio Nilo. Não se sabe como isso ocorreu, e várias teorias foram propostas, inclusive um suposto sacrifício voluntário de caráter religioso. O que se sabe é que o evento repercutiu profundamente em Adriano, que chegou a ser censurado por expressar aberta e intensamente demais sua tristeza. Depois de sua morte o imperador deificou o amante, instituiu um culto para ele que teve grande difusão, associou-o com outras divindades, como Osíris, Baco e Mercúrio, fundou uma cidade, criou um festival em sua honra, e mandou fazer numerosas estátuas, calcula-se que até duas mil delas tenham sido produzidas em menos de dez anos, sobrevivendo mais de cem. Pelo menos 28 templos lhe foram dedicados e mais de 30 cidades cunharam moedas com sua efígie.

## Morte e sucessão

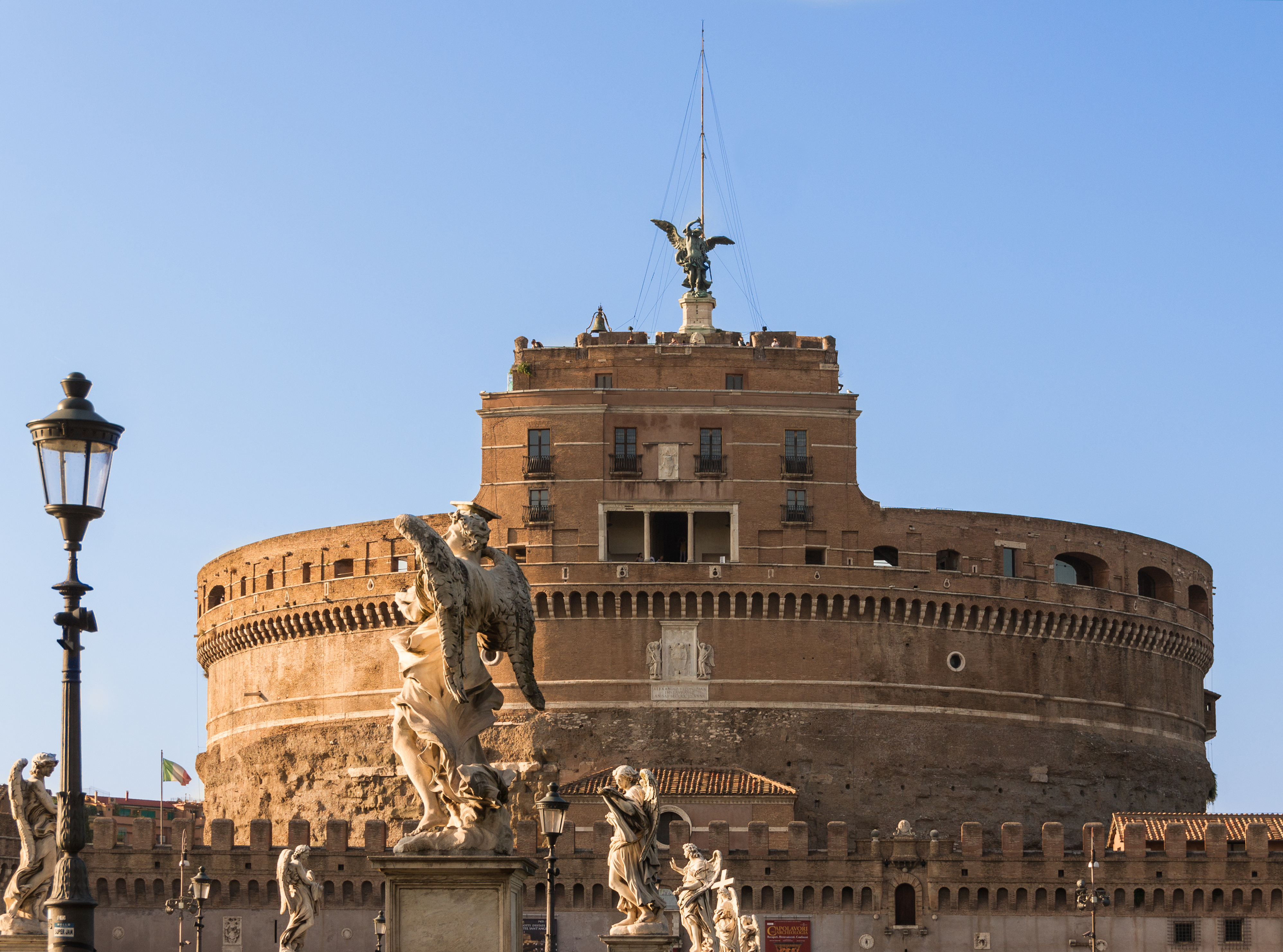
O antigo Mausoléu de Adriano, hoje Castelo de Santo Ângelo

Adriano morreu em 10 de julho de 138, em Roma, depois de uma longa doença. Seu corpo foi depositado num mausoléu, que veio a ser transformado no atual Castelo de Santo Ângelo, em Roma. A sucessão de Adriano foi complicada: a princípio ele havia pensado em adotar como filho e sucessor um dos seus muitos antigos favoritos (tal como o adolescente grego Antínoo), Lúcio Élio  — e efetivamente o fez, mas tendo Élio falecido prematuramente, Adriano acabou por adotar o senador T. Aurélio Fúlvio Boiônio Antonino — que tornou-se depois o imperador Antonino Pio — sob a condição, no entanto, de que este adotasse como seu filho e sucessor o parente distante de Adriano, o jovem Marco Ânio Vero, o futuro imperador Marco Aurélio, assim como o filho do falecido Lúcio Ceiônio, Lúcio Vero, que viria a ser co-imperador junto com Marco Aurélio. Entrementes, Adriano acabou por ordenar o suicídio de outro dos seus parentes, o nonagenário senador Lúcio Júlio Urso Serviano, desconfiando que ele buscaria a sucessão imperial para seu neto, que também foi obrigado a suicidar-se. Tal decisão fez muito para confirmar a alienação mútua entre Adriano e o Senado, que levaria, após sua morte, a uma tentativa do Senado de invalidar seus atos, o que foi impedido por Antonino Pio. A hostilidade duradoura entre o Senado e Adriano seria reconhecida pelo seu contemporâneo mais jovem, o senador, orador e correspondente de Marco Aurélio, Frontão, que comparava Adriano ao deus da guerra Marte e ao deus dos mortos Dis Pater — ambos deuses que se deve tentar apaziguar, mas sem poder realmente amá-los.

## Exército e sistema legal

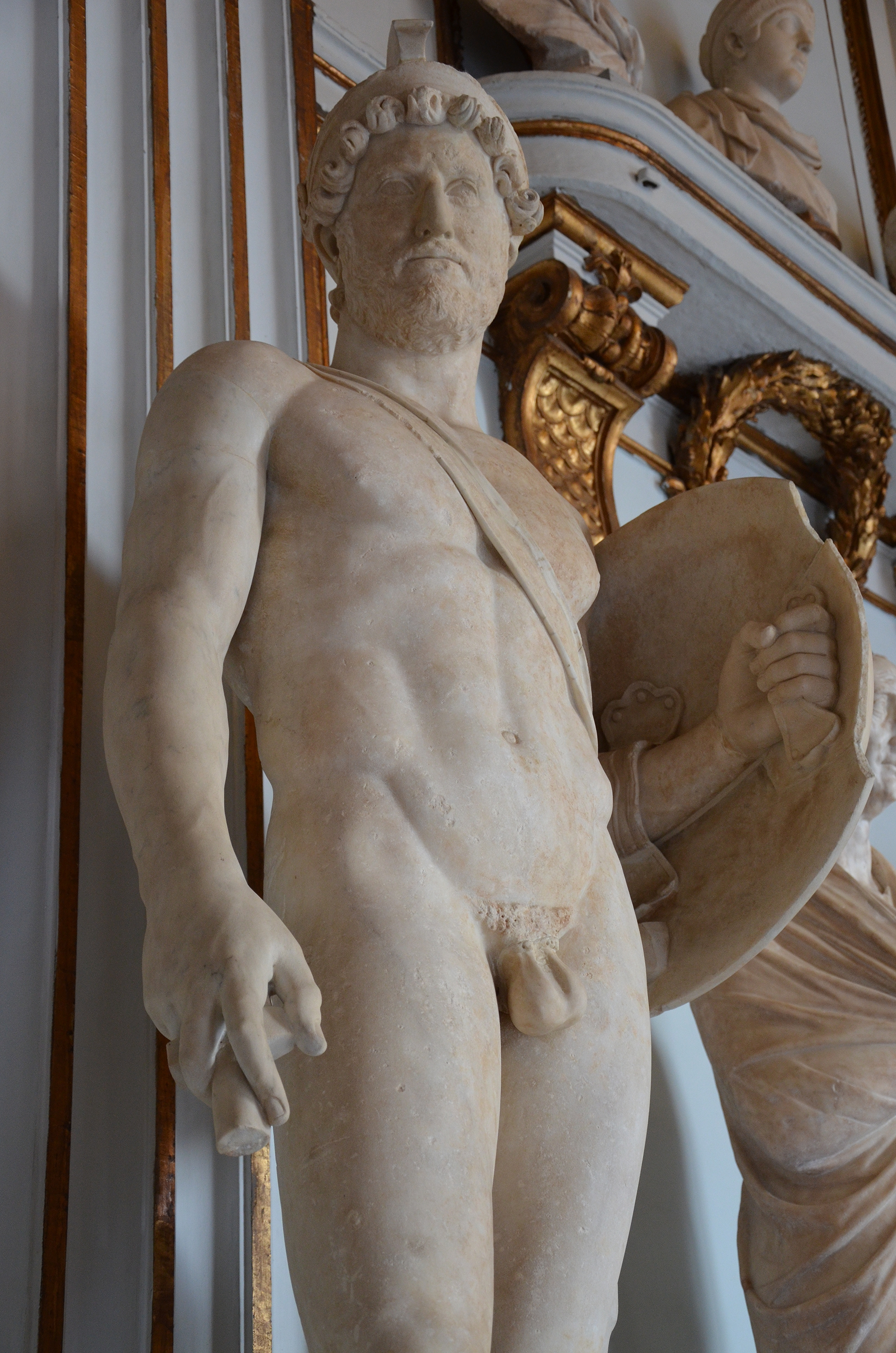
Estátua de Adriano com os atributos de Marte, deus da guerra

As atividades militares de Adriano se conformaram à sua política antiexpansionista, procurando antes consolidar o que havia sido conquistado, eventualmente empregando a força para repelir ataques e reprimir revoltas, do que ampliar os territórios. Algumas províncias recentes foram mesmo abandonadas, e cedeu parte da Dácia aos sármatas. É provável que mesmo se o desejasse, uma expansão não seria viável, em vista da carência de recrutas em sua época. Adriano sistematicamente incorporou ao Exército guerreiros bárbaros com suas armas tradicionais, que eram menos custosos de manter, preferia intervenções rápidas e ágeis, e enfatizava a disciplina e o bom treinamento dos legionários. Construiu uma extensa série de bastiões, fortalezas, muralhas, torres, paliçadas e postos de vigia ao longo das fronteiras, o que contribuía para manter as tropas ocupadas em tempo de paz e melhorava as possibilidades de defesa em caso de guerra. Credita-se a ele a criação de um corpo de polícia política, os frumentários, cujos agentes foram destacados do corpo de funcionários imperiais dedicados à supervisão do abastecimento de trigo (frumentum) da cidade de Roma, daí seu nome em latim.
A ele, através do trabalho do jurista Sálvio Juliano, se deve a primeira tentativa de codificação sistemática do Direito Romano, concretizada no Edito Perpétuo. Reformou a burocracia estatal e, seguindo o exemplo de Domiciano, transformou o Conselho do Príncipe em um corpo consultivo permanente, composto de juristas assalariados, em sua maioria recrutados da Ordem Equestre. A formação de uma nova elite burocrática encontrou a resistência do Senado, que se sentiu desprestigiado. Também codificou os privilégios consuetudinários da elite, mantendo grandes diferenças de tratamento entre ricos e pobres diante da Lei, mas elevou o estatuto dos pequenos burocratas provincianos, dos soldados, dos veteranos e suas famílias para conceder-lhes benefícios da elite. Reduziu as penalidades que os escravos podiam sofrer. Ainda podiam ser torturados para extração de provas legais, mas já não podiam ser mortos senão sob acusação de crimes capitais, nem vendidos para mestres de gladiadores. Aboliu as ergastula, prisões privadas de escravos. Proibiu a castração, equiparando-a ao crime de assassinato. Impôs a separação dos sexos nos teatros e nas termas, e para desencorajar o ócio, proibiu a abertura das termas públicas antes das 14 horas.

## Religião, cultura e arte

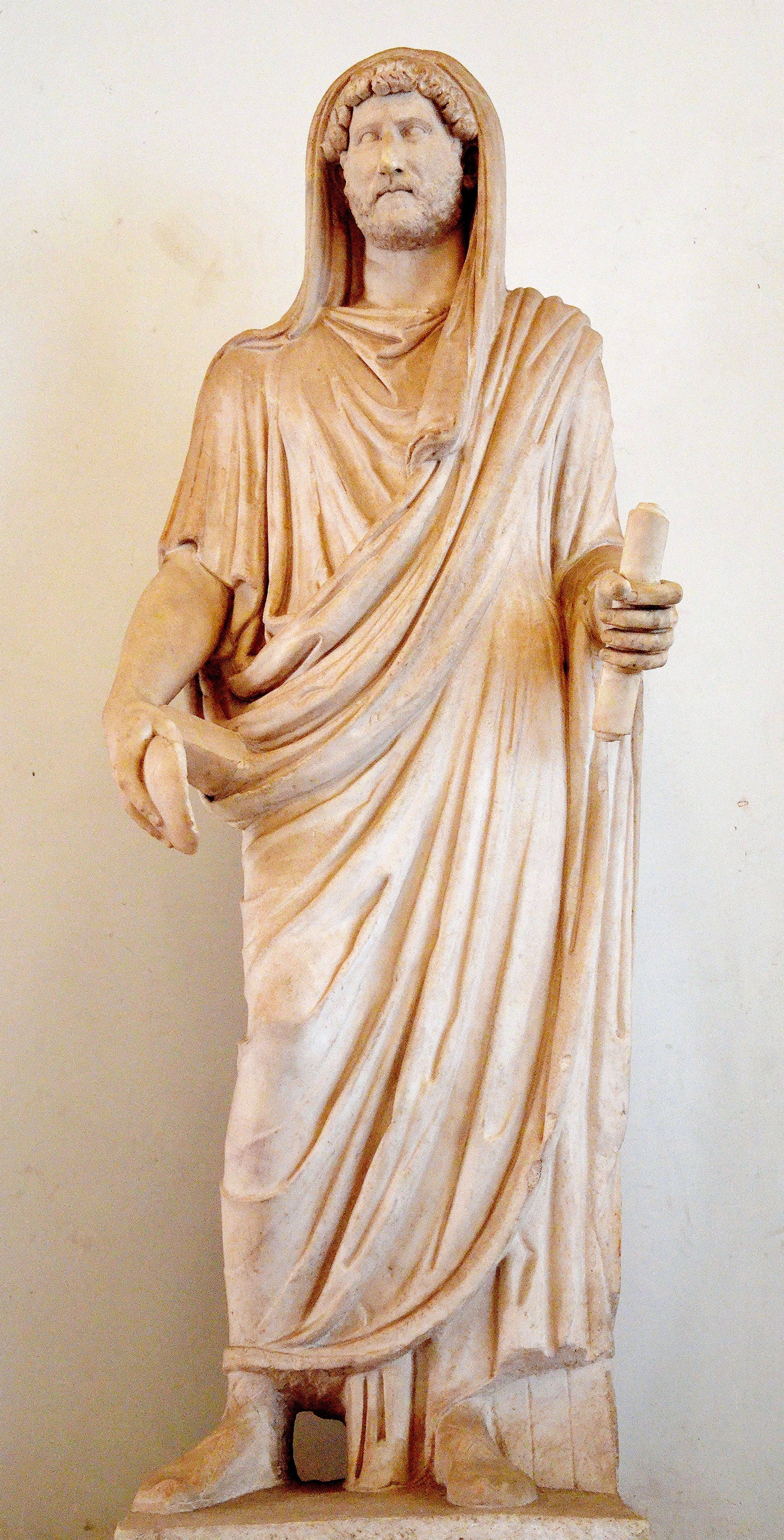
Estátua de Adriano como pontífice máximo

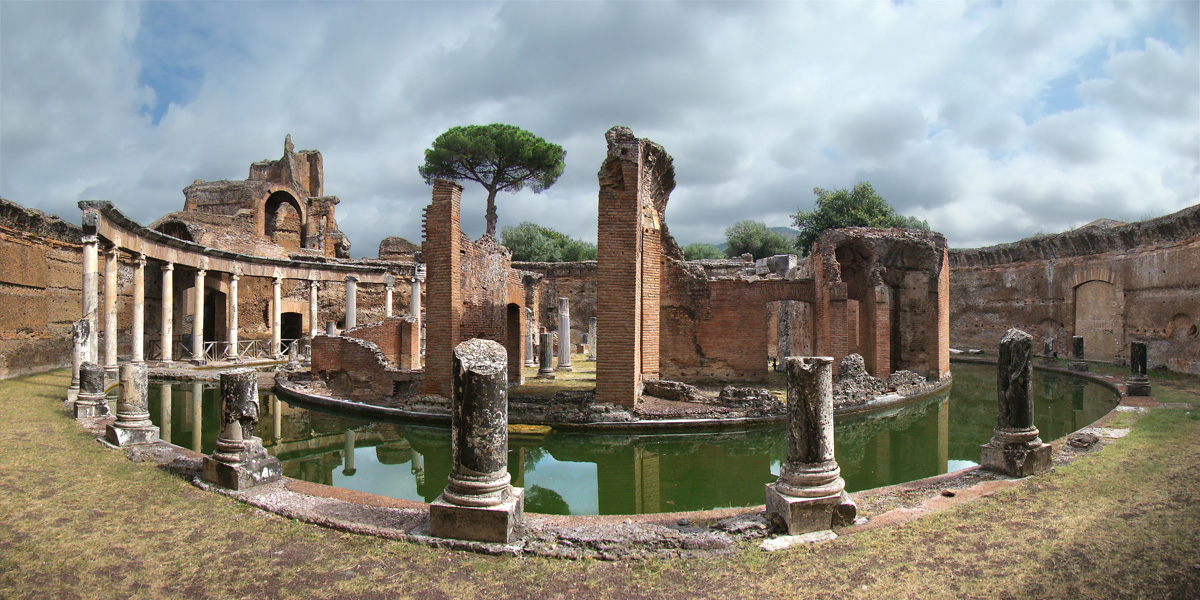
Ruínas da Villa Adriana em Tivoli

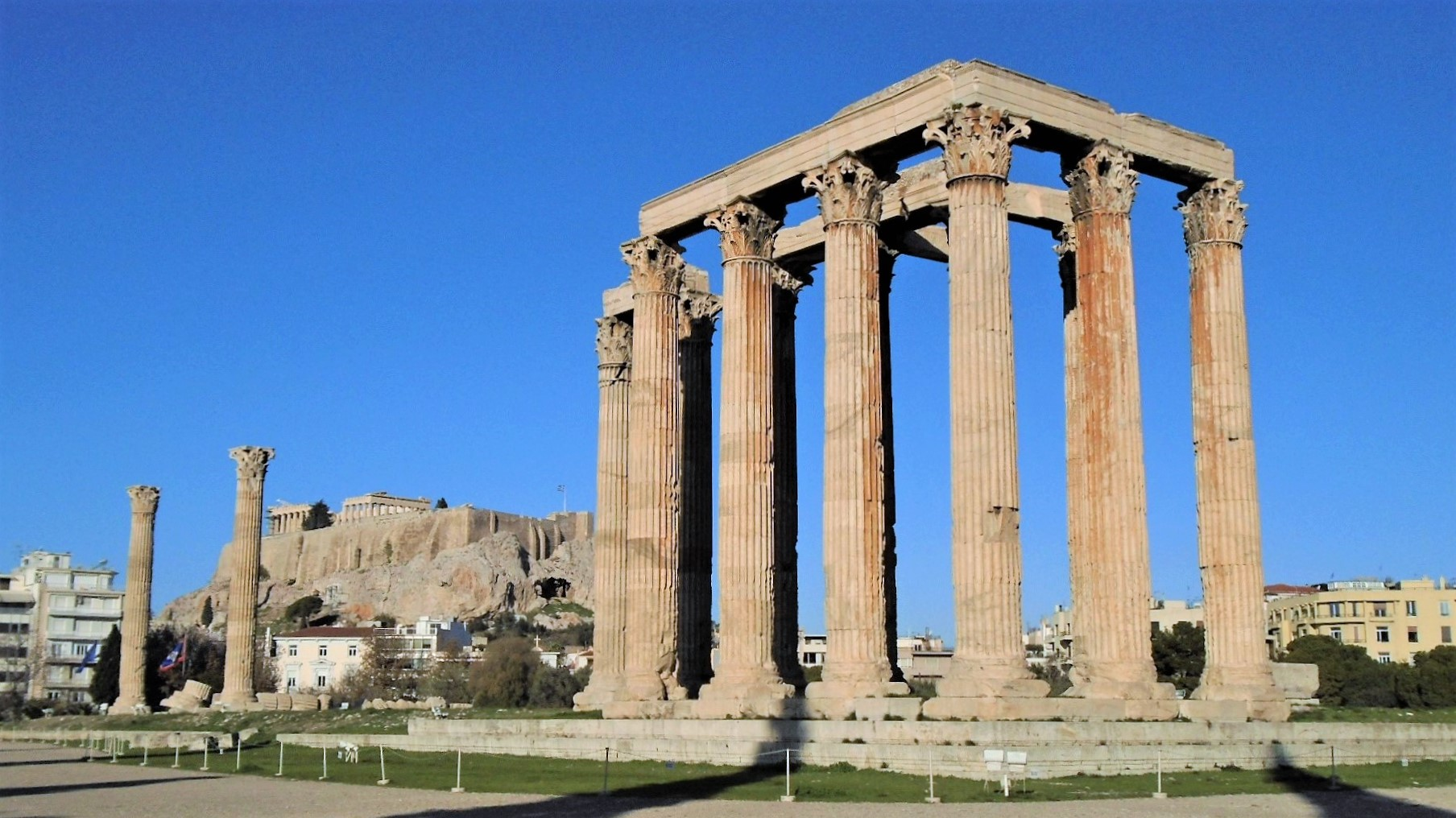
Ruínas do Templo de Zeus Olímpico em Atenas

Adriano ocupava também a função de pontífice máximo, responsável pela organização da religião de todo o Império. Com uma origem hispânica e um interesse pelo pan-helenismo, transferiu para as províncias o foco do culto imperial oficial. Embora as moedas que cunhou em geral trouxessem sua efígie na qualidade de Gênio do Povo Romano, algumas emissões enfatizam sua qualidade de protetor da cultura grega ou o identificam com o Hércules Gaditano, padroeiro de Gades, cidade de sua mãe. Fundou vários centros novos para o culto imperial, especialmente na Grécia. Cidades que apoiavam o culto imperial recebiam patrocínio do imperador, e atraíam turismo, comércio e investimentos privados. Sacerdotes e patronos do culto eram incentivados a divulgar sua posição e a fomentar a reverência pela autoridade imperial. Também construiu ou restaurou muitos templos e santuários dos cultos tradicionais. Durante seus últimos anos o culto do imperador como um deus parece ser sofrido uma significativa intensificação e popularização, especialmente o Oriente, sendo venerado com estátuas e templos.
Letrado, Adriano era um grande admirador da cultura grega, sendo um dos responsáveis pela propagação do helenismo no mundo antigo. Era versado em filosofia e poesia, e sobrevivem alguns dos poemas que compôs. Tinha um ativo interesse em arquitetura e projetou pessoalmente diversas edificações. Em seu reinado Roma testemunhou um intenso programa construtivo, uma atividade que foi imitada em várias cidades provincianas. Uma das realizações mais notáveis é a Villa Adriana que construiu em Tivoli, um extenso complexo de edifícios suntuosamente decorados, que recriavam ou incorporavam elementos de diferentes origens e épocas, formando uma paisagem que lembrava os diferentes locais que visitara. Hoje é um Patrimônio da Humanidade. O Panteão de Roma tornou-se um influente modelo arquitetônico ao longo dos séculos, e pouco antes de falecer inaugurou em Roma o Templo de Vênus e Roma, o maior da cidade, em estilo helenístico, dedicado a Vênus como protetora do povo romano e à deusa Roma, personificação da cidade.
Em suas viagens pelo Império realizou obras e melhorou a infraestrutura e a economia das províncias. Como gesto simbólico, ordenou uma série de emissões monetárias honrando as províncias, que eram representadas nestas moedas por alegorias femininas que lhes davam uma personalidade moral distinta. Estas alegorias seriam mais tarde representadas como uma série de estátuas que, após a morte de Adriano, seriam colocadas no seu templo em Roma. Por onde passava ia levantando cidades, construindo estradas, erigindo monumentos. Estes monumentos tinham um significado político: sua construção geralmente significava uma aliança em pé de igualdade abstrata entre Roma e a cidade onde eram erguidos. Assim, Adriano mandou completar em Atenas a construção de um gigantesco templo a Zeus, o Olimpeu, cuja construção já se arrastava desde a época do tirano Pisístrato, do século VI a.C. Nas vizinhanças desta construção, organizou um bairro dentro do estilo romano de urbanismo, de maneira a poder igualar-se a um rei mítico de Atenas, Teseu. Esta Atenas "romana" era separada da antiga cidade por um pórtico na entrada do qual estava inscrito: "Esta é a cidade de Adriano, e não a de Teseu".
Ao mesmo tempo, Adriano fez de Atenas a sede de um fórum regional de discussão de assuntos comuns das cidades helênicas, o Pan-Helênio. Esta reelaboração da legitimidade política do império em torno não mais da hegemonia da cidade de Roma e do seu Senado e da Itália, mas como um império ecumênico, dotado de uma cultura helênica comum, que prenunciava já de certa forma o Império Bizantino, permitiu ao historiador francês Paul Veyne chamar Adriano de "um Nero bem-sucedido", que soube transformar sua mania da cultura helênica num programa político.

## Legado

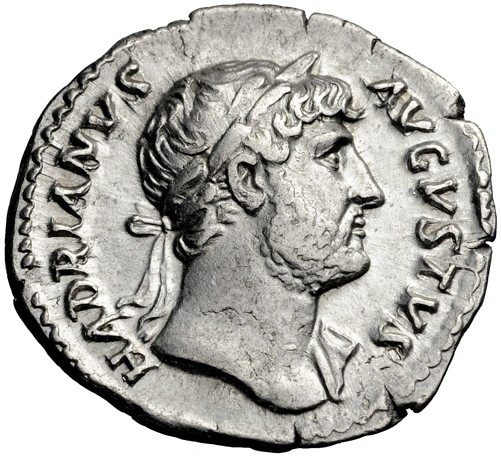
Denário com a efígie de Adriano

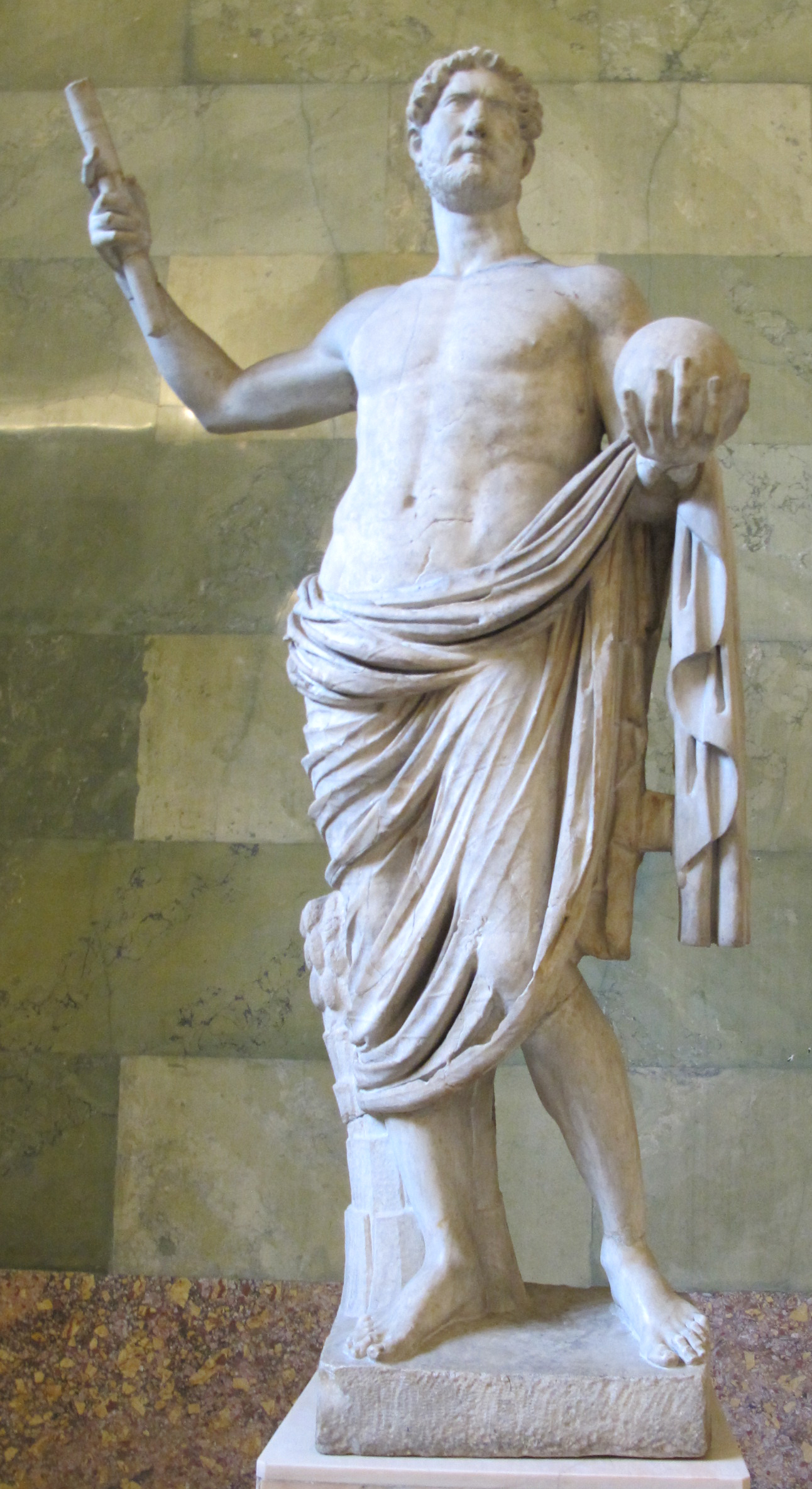
Estátua de Adriano segurando o globo, uma imagem do governante universal

A figura de Adriano tem fascinado o público por séculos, especialmente por uma personalidade que foi vista como enigmática, intrigante e contraditória. Escritores antigos como Dião Cássio, Frontão e Pausânias louvaram seus programas construtivos, os festivais que instituiu e seu papel como benfeitor de numerosas cidades, e de fato talvez somente Augusto possa lhe ser comparado a atenção que deu às cidades em programas de renovação urbanística, fomento econômico e preservação de sua história e tradições específicas, mas na sua descrição como político e governante são mais reticentes e evasivos. Na História Augusta ele aparece ao mesmo tempo como discreto e genial, dignificado e brincalhão, procrastinador e apressado, avarento e liberal, dissimulado e veraz, cruel e generoso, sendo indulgente para com seus amigos e sempre disposto a conhecer novas pessoas, mas seu alegado pedantismo e competitividade o teriam tornado solitário.
As apreciações posteriores variaram na mesma medida. No passado sua carreira de imperador itinerante e seu amor pela cultura grega e pela preservação da paz no Império foi frequentemente contrastada com a de seu predecessor, Trajano, considerado um governante agressivo e militarista, mas essa comparação foi estereotipada e simplificada indevidamente, e a questão do helenismo foi excessivamente romantizada, sem dúvida em boa parte em função de sua ligação com Antínoo. Pesquisas recentes descobriram diversas afinidades entre os dois imperadores, mostrando um Adriano politicamente sagaz e um grande estrategista militar, e de muitas maneiras um continuador de Trajano. Também parece certo de que ele foi muito hábil em combinar persuasão e força para atingir seus objetivos, e que tinha um interesse genuíno no bem-estar fiscal e econômico do Império, resultando num reinado que em geral foi caracterizado pela prosperidade. Cartas e discursos que deixou mostram um homem versado na Lei, nos costumes e nos assuntos de governo, meticuloso nos detalhes e na maneira de pensar, familiarizado com o povo tanto como com a elite e sensível às diferenças. Foi duro na repressão de dissidências, manteve muitos dos privilégios da elite e sua beneficência não se estendeu com igualdade a todas as regiões, mas tornou o Império mais coeso, incentivou o orgulho cívico e a participação voluntária na vida social e religiosa, encorajou os ricos a se tornarem benfeitores das cidades, facilitou o acesso à cultura, promoveu a liberdade pessoal desde que dentro da Lei, e contribuiu para a difusão e preservação da cultura grega e para a consolidação de uma forma de governo monárquico forte e centralizado. Segundo Mary Boatwright, "através da sua constante atividade municipal, e particularmente através do seu incentivo à religião, Adriano assegurou que uma imagem beneficente dos imperadores romanos se entrelaçasse inextrincavelmente com os padrões da vida cotidiana nas cidades do mundo romano. A valorização da vida urbana e o reconhecimento da supremacia do imperador seriam as marcas mais universais do que significava ser romano durante o período imperial".
Desde a publicação de Memórias de Adriano em 1951, romance de Marguerite Yourcenar, uma biografia ficcional, o interesse popular sobre ele ressurgiu. A obra se tornou um best-seller, e paulatinamente veio a influir de maneira importante no debate acadêmico, especialmente pelo acréscimo de um apêndice no livro onde a autora analisa as várias fontes históricas sobre o imperador, o que deu bases sólidas para sua elaboração ficcional do personagem e de sua vida interior, conferindo-lhe uma aura de autenticidade, e foi um bom pretexto para os historiadores incorporá-lo aos seus estudos.